# عاج

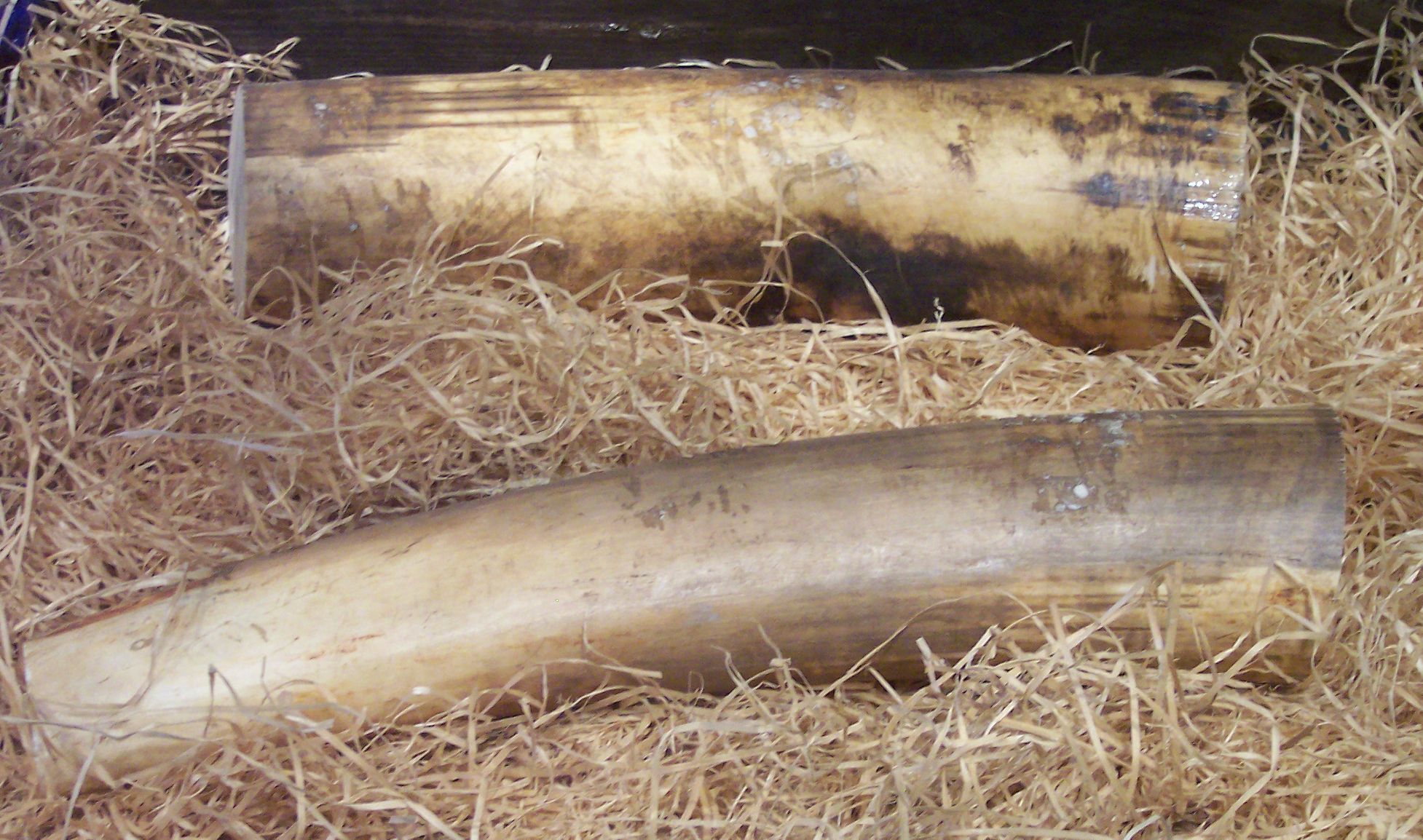
العاج

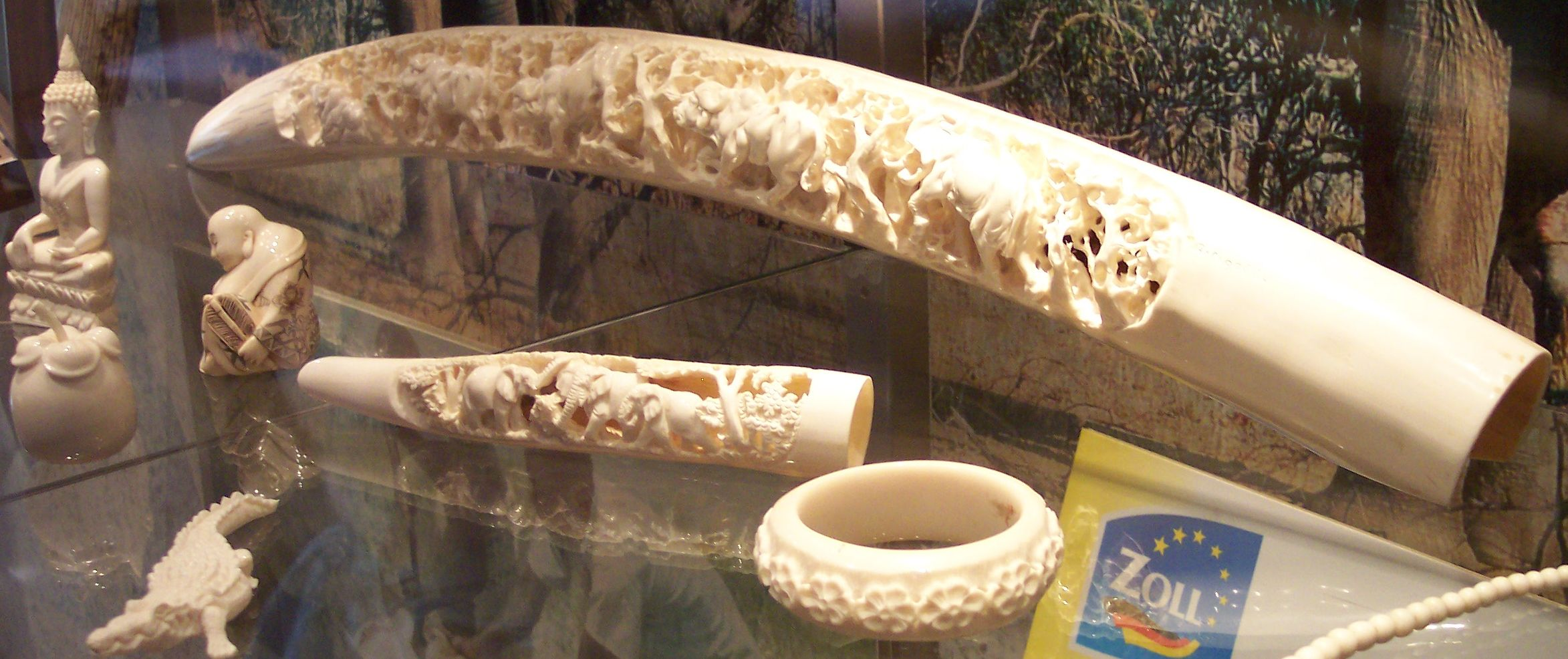
تحف من العاج المحفور

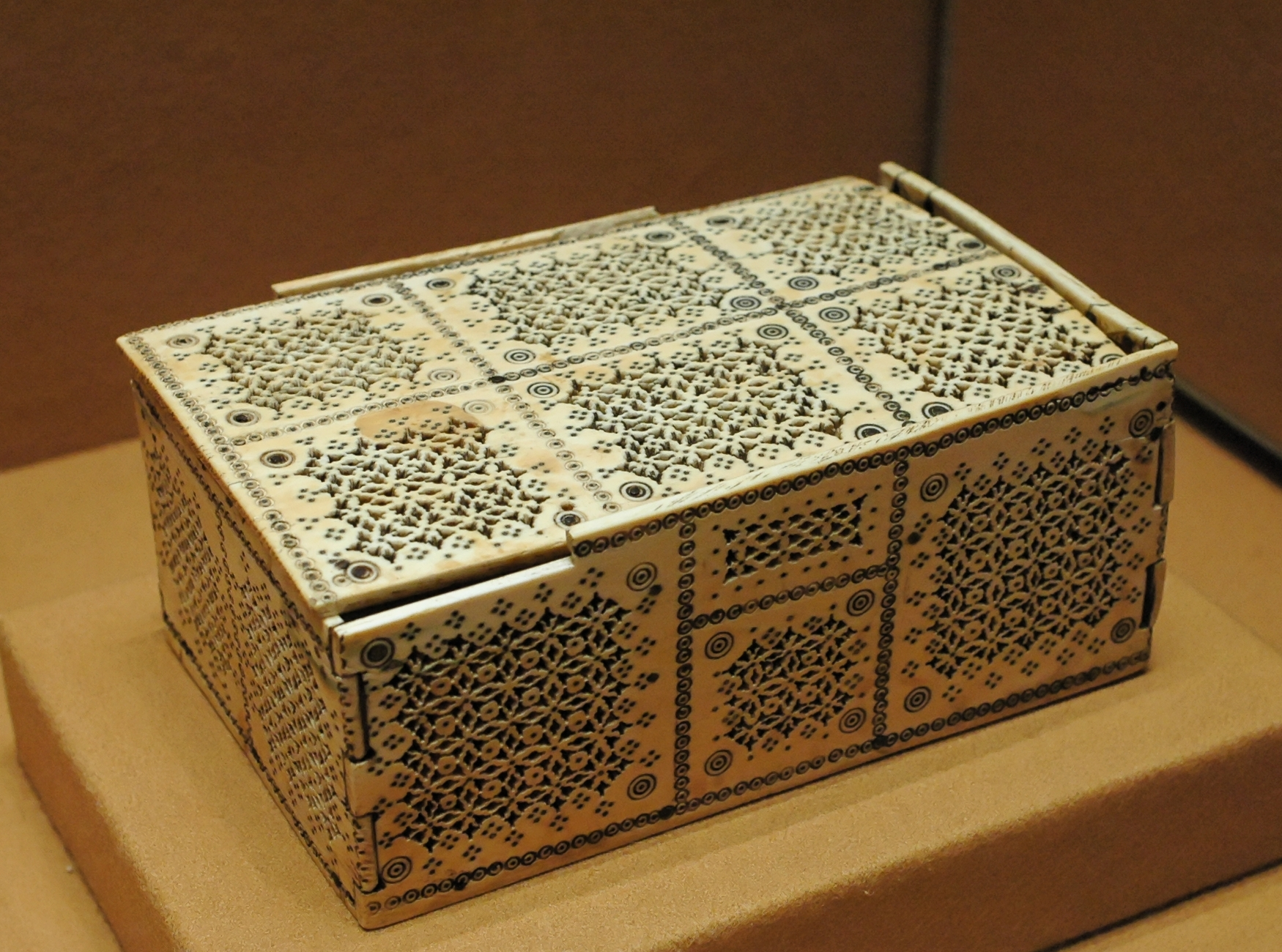
علبة مجوهرات صنعت من العاج.

العاج هو مادة تتكون منها أنياب الفيل وتتوفر في أفريقيا التي تعدّ من أهم مصادره، كذلك يوجد في الهند وبلدان شرق آسيا.
العاج مادة ثمينة جدا تصنع منها مفاتيح البيانو الفاخرة وكرات البلياردو والكثير من التحف وأدوات الزينة حيث يمكن حفره ونقشه، لقد استعمل العاج على مر العصور بكثافة وقد فاق استعماله بالقرن العشرين كل ذلك حتى كاد العاج أن يتسبب بالقضاء على كل الفيلة.
الآن يمنع صيد الفيلة من أجل أنيابها وأصبح لها محميات تتكاثر فيها بأمان.

## مواضيع متعلقة
- فيل
- ساحل العاج

## وصلات خارجية
- رابط لصورة وعن منع تجارة العاج